# Ellen Tittel
Pour les articles homonymes, voir Tittel.
Ellen Tittel (divorcée Wellmann puis épouse Wessinghage ; née le 28 juin 1948 à Mühlbach et morte le 7 octobre 2023) est une athlète allemande, spécialiste des courses de demi-fond.

## Biographie
Le 20 août 1971, à Sittard, elle établit un nouveau record du monde du mile en 4 min 35 s 3, améliorant d'une seconde et demi le record de la Néerlandaise Maria Gommers.
Elle remporte la médaille d'or du 1 500 mètres lors des championnats d'Europe en salle de 1973, à Rotterdam. Elle s'adjuge par ailleurs la médaille de bronze aux championnats d'Europe de 1971 et aux championnats d'Europe en salle de 1975. 
Finaliste du 1 500 mètres lors des Jeux olympiques de 1972 à Munich, elle est contrainte à l'abandon. Quatre ans plus tard, aux Jeux olympiques de Montréal, elle termine septième de la finale. Elle remporte la coupe d'Europe des nations 1970 et l'Universiade d'été de 1975.
Elle est élue personnalité sportive allemande en 1975.
Elle a été mariée à Paul-Heinz Wellmann puis à Thomas Wessinghage.

### Palmarès
| Date | Compétition                    | Lieu      | Résultat | Épreuve | Temps         |
| ---- | ------------------------------ | --------- | -------- | ------- | ------------- |
| 1970 | Coupe d'Europe des nations     | Stockholm | 1re      | 1 500 m | 4 min 16 s 3  |
| 1971 | Championnats d'Europe en salle | Sofia     | 4e       | 1 500 m |               |
| 1971 | Championnats d'Europe          | Helsinki  | 3e       | 1 500 m | 4 min 10 s 40 |
| 1972 | Championnats d'Europe en salle | Grenoble  | 4e       | 1 500 m |               |
| 1973 | Championnats d'Europe en salle | Rotterdam | 1re      | 1 500 m | 4 min 16 s 17 |
| 1975 | Championnats d'Europe en salle | Katowice  | 3e       | 1 500 m | 4 min 16 s 2  |
| 1975 | Universiade                    | Rome      | 1re      | 1 500 m | 4 min 8 s 72  |
| 1976 | Jeux olympiques                | Montréal  | 7e       | 1 500 m | 4 min 7 s 91  |

#### National
- 1 titre sur 800 m (1975)[4]
- 6 titres sur 1 500 m (1970-1975) et 3 en salle (1972,1973,1975)[5]
- 1 titre sur 3 000 m (1975) et 1 en salle (1974)

### Records
| Épreuve | Performance  | Lieu   | Date             |
| ------- | ------------ | ------ | ---------------- |
| 1 500 m | 4 min 6 s 65 | Munich | 7 septembre 1972 |